# E25

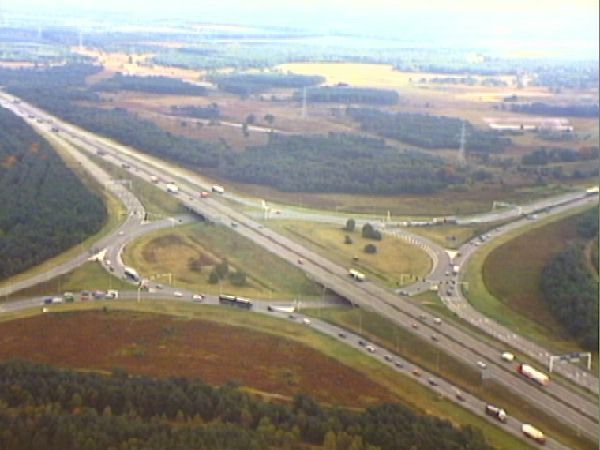
E25 ansluter till E34 nära Eindhoven.

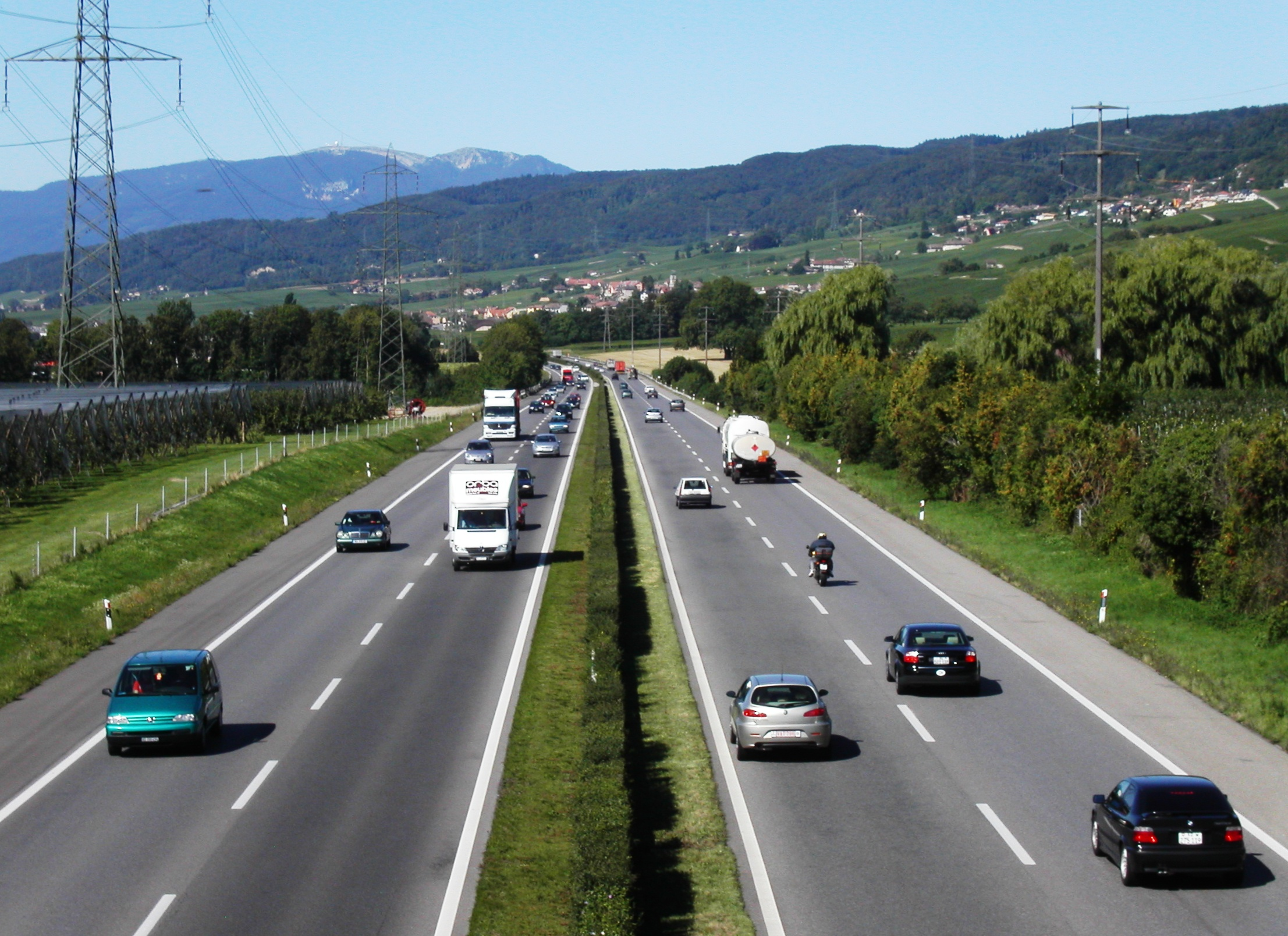
E25 väster om Lausanne.

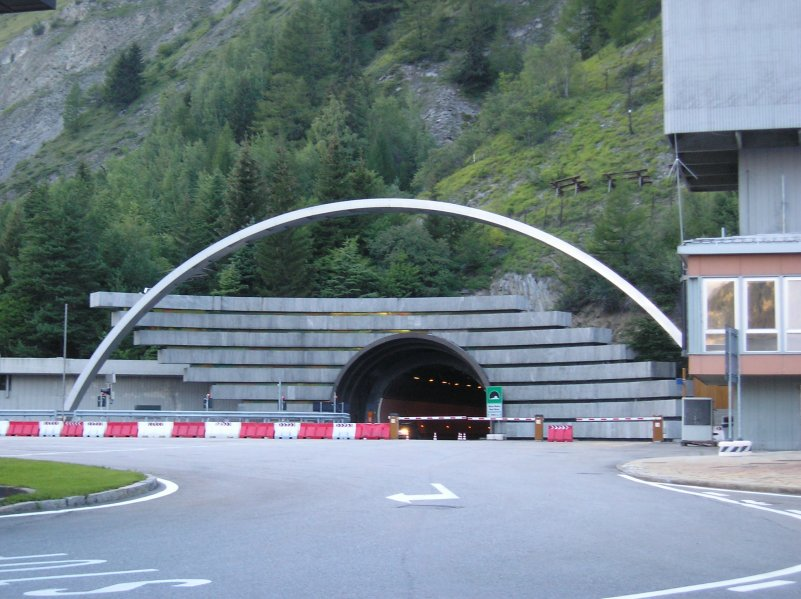
Mont Blanctunneln, italienska änden.

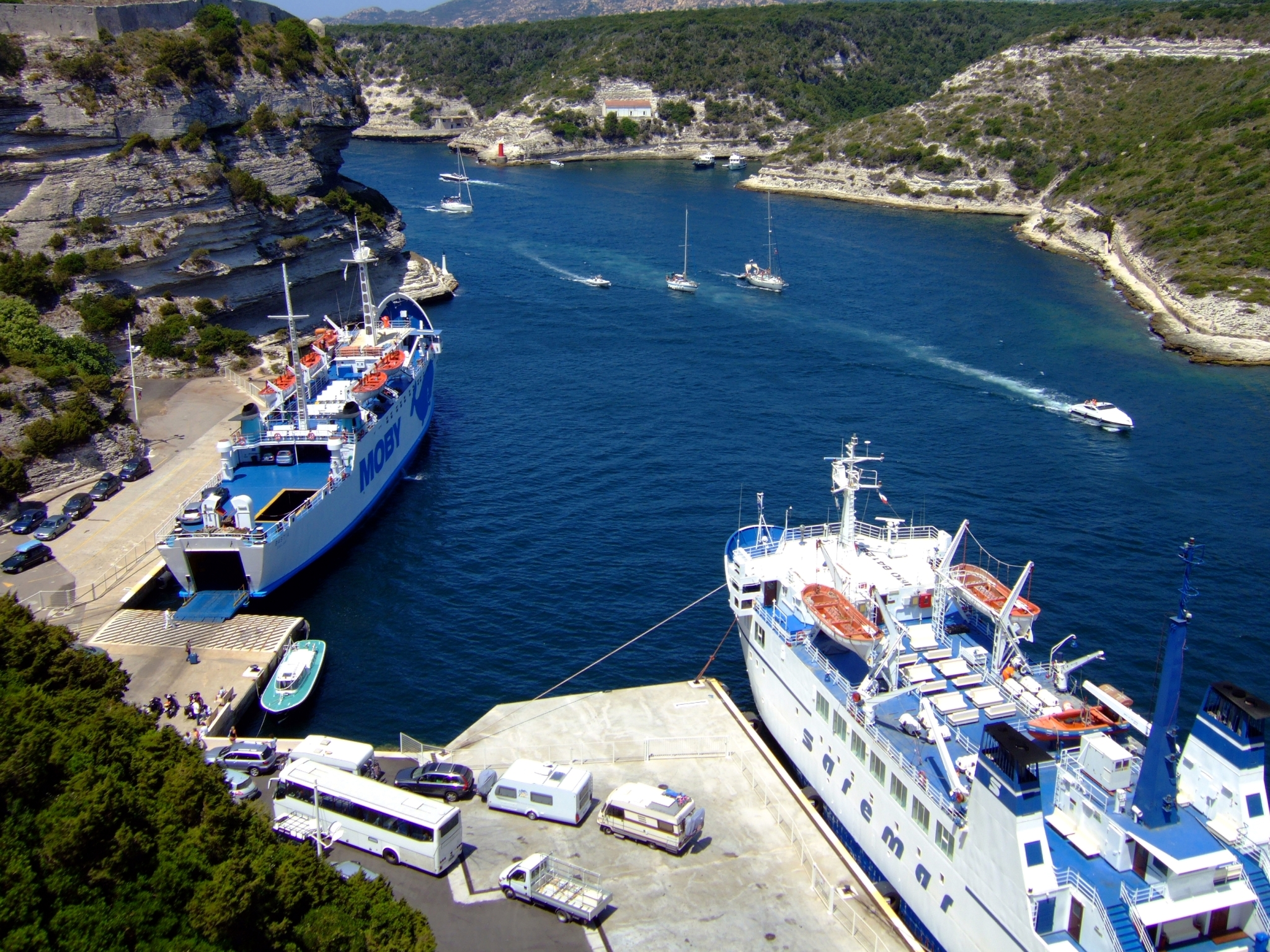
Färjehamnen i Bonifacio.

E25 eller Europaväg 25 är en europaväg som börjar i Hoek van Holland i Nederländerna och slutar i Palermo i Italien, via Belgien, Luxemburg, Frankrike, Schweiz och Italien samt öarna Korsika och Sardinien. Längden är 1 830 kilometer, varav 1 430 kilometer Hoek van Holland–Genua.

## Sträckning
Hoek van Holland - Rotterdam - Gouda - Utrecht - 's-Hertogenbosch - Eindhoven - Maastricht - (gräns Nederländerna-Belgien) - Liège - Bastogne - Arlon - (gräns Belgien-Luxemburg) - Luxemburg  - (gräns Luxemburg-Frankrike) - Metz - St. Avold - Strasbourg - Mulhouse - (gräns Frankrike-Schweiz) - Basel - Olten - Bern - Lausanne - Genève - (gräns Schweiz-Frankrike) - (gräns Frankrike-Italien) - Mont Blanctunneln - Aosta - Ivrea - Vercelli - Alessandria - Genua - (färja till Korsika, Frankrike) - Bastia - Porto Vecchio - Bonifacio - (färja till Sardinien, Italien) - Porto Torres - Sassari - Cagliari - (färja till Sicilien) - Palermo
Sträckan över Korsika och Sardininen infördes i Europavägskonventionen runt år 2001.

## Standard
E25 är motorväg hela sträckan mellan Hoek van Holland och Genua, utom genom Mont Blanctunneln, och korta sträckor nära Hoek van Holland, Maastricht, Colmar och Genua. Denna tunnel är 11,6 kilometer lång och av landsvägstandard. Sträckan på öarna är inte motorväg.
Vägen följer bland annat följande nationella motorvägar:
- Nederländerna: A20, A12, A2.
- Belgien: A26, A4.
- Luxemburg: A6, A3.
- Frankrike: A31, A4, A35, A40.
- Schweiz: A2, A1.
- Italien: A5, A26.

## Anslutningar till andra Europavägar
|  | - E30 - E19 - E35 - E311 - E31 - E312 - E34 - E314 |  | - E313 - E40 - E42 - E46 - E411 - E421 - E44 - E50 |  | - E21 - E29 - E52 - E54 - E60 - E35 - E27 - E23 |  | - E21 - E62 - E712 - E612 - E64 - E70 |  | - E74 - E80 - E840 - E90 |